# 엘라스티카
엘라스티카(Elastica)는 영국의 밴드이다. 장르는 Alternative Rock으로, 1995년 1집 앨범인 엘라스티카(Elastica)를 통해 데뷔하였다.

## 멤버
- 도나 매튜스(Donna Matthews, 기타)
- 저스틴 프리시만(Justine Frischmann, 보컬, 기타)
- 저스틴 웰치(Justin Welch, 드럼)
- 애니 홀랜드(Annie Holland, 베이스)